# Vincetoxicum nipponicum
Vincetoxicum nipponicum là một loài thực vật có hoa trong họ La bố ma. Loài này được (Matsum.) Kitag. miêu tả khoa học đầu tiên năm 1959.